# 스즈메의 문단속
《스즈메의 문단속》(일본어: すずめの戸締まり 스즈메노 도지마리[*])은 코믹스 웨이브 필름에서 제작한 일본의 애니메이션 영화이다. 신카이 마코토 감독이 각본과 연출을 맡았다. 2022년 11월 11일에 일본에서 개봉했다. 여고생과 수수께끼의 청년이 일본 전역에서 연이은 재난을 막으려는 이야기를 그린다.
목소리는 하라 나노카와 마츠무라 호쿠토, 캐릭터 디자인은 타나카 마사요시, 작화 감독은 츠치야 켄이치, 미술 감독은 탄지 타쿠미, 음악은 RADWIMPS와 진노우치 카즈마가 맡았다.
《스즈메의 문단속》은 2022년 11월 7일에 일본에서 IMAX 선행 시사회를 가졌고, 11월 11일에 도호를 통해 전국 개봉되었다. 이 영화는 전 세계적으로 1억 2,390만 달러의 수익을 올렸으며 2022년 일본에서 네 번째로 높은 수익을 올린 영화가 되었다.
제73회 베를린 영화제(2023년) 황금곰상 경쟁후보작이다.

## 줄거리
이 영화는 일본 서남쪽 규슈의 조용한 마을에 사는 17세 소녀 스즈메의 이야기를 다룬다.
스즈메가 "문"을 찾는 젊은 남자를 만나면서 이야기가 시작된다. 둘은 산속의 폐가로 가서 오래된 문을 발견한다. 마치 무언가에 홀린듯 스즈메는 문을 향해 손을 뻗치는데, 그 다음부터 일본 전역에 불미스러운 사건들이 일어난다.
이 영화는 일본을 배경으로 "재난의 문"을 닫기 위해 일본 전역을 돌아다니는 이야기임과 동시에 재난이 일상화 된 현 시대에 자신의 성숙과 자유를 찾으려는 소녀의 모험과 사투에 관한 이야기이다.
미야자키현의 조용한 마을에서 이모 이와토 타마키(岩戸 環)와 사는 17세 여고생 이와토 스즈메(岩戸 鈴芽)는 어느 날 꿈을 꾼다. 한 어린 소녀가 폐허가 늘어진 초원 속을 마냥 걷고, 엄마를 찾지도 못하고 지쳐 웅크린다. 거기에 한 여자가 걸어온다. 그 여자를 소녀는 바라보지만 그 순간 스즈메는 꿈에서 깨어나버린다.
2023년 9월 25일. 스즈메는 청년 무나카타 소타(宗像 草太)와 등교 중 엇갈린다. 스즈메는 그가 신경쓰여 통학로에서 발길을 돌려 산 속의 지금은 버려진 리조트에 있는 폐옥에서 웅덩이 속에 서 있던 하나의 낡은 문을 발견한다. 스즈메는 무엇인가에 이끌리듯 문에 손을 뻗고 끌어당긴다. 문 너머 세계에는 넓은 초원과 모든 시간이 뒤섞인 하늘이 있었다. 스즈메는 그 세계에 경악하여 들아가려 했지만 세계로 들어가지 못하고 발밑에 있던 고양이 모양의 돌을 발견한다. 호기심에 그 돌을 들어 올리자 흰 고양이로 모습을 바꾸고 도망쳤고, 그것을 본 스즈메도 견디지 못하고 그 자리를 떠났다.
스즈메가 겨우 등교해 친구들과 점심식사를 하려고 할 때 창문 너머 산에서 연기가 피어오르는 것을 목격하지만 그녀 말고는 아무에게도 보이지 않았다. 그때 긴급 지진 속보 알람이 교실 안에 울려 퍼진다. 흔들림은 곧 가라앉았지만 스즈메는 연기가 검붉게 변해 하늘로 올라가는 것을 목격한다. 이것도 그녀 외에는 아무에게도 보이지 않았다. 견딜 수 없어 그녀는 다시 폐옥으로 향하지만 그곳에는 필사적으로 문을 닫으려는 소타의 모습이 있었다. 그는 스즈메에게 경고하지만 연기 같은 것의 기세에 눌려 날아간다. 스즈메는 달려오지만 땅 속에서 금빛 가는 실이 나타나 연기에 달라붙으면 연기가 쓰러져 온 동네를 다시 지진이 덮친다. 낙하해 온 철골에서 스즈메를 감싸 부상을 입으면서도 소타는 다시 문 닫기를 시도하고, 거기에 스즈메도 가세한다. 소타가 무언가를 주창하던 그때 여러 온천마을이 번성하던 시절 사람들의 목소리가 스즈메의 귀에 들어가고 두 사람은 문 닫기에 성공한다.
그 후 다친 소타를 간호하기 위해 스즈메는 집으로 향한다. 그는 "문"을 찾아 닫음으로서 요석으로 봉인했던 일본 열도 아래를 꿈틀거리는 지진을 일으키는 존재,미미즈의 폭주를 막기 위해 일했음을 전하며 서로 자기소개를 마치자 마른 흰 고양이가 다시 나타난다. 스즈메가 먹이를 주며 "우리 아이 할래?"라고 말하자 "응"이라고 인간의 말로 대답한다. 더욱이 "스즈메, 상냥해, 좋아", "넌 방해돼"라고 말하는 순간, 소타는 스즈메가 어렸을 때 쓰던 세발의자로 모습을 바꾸고 만다. 두 사람은 놀라고 소타는 흰 고양이를 쫓아 2층 창문에서 뛰어내린다.이어 스즈메도 쫓으려 하자 그녀가 걱정돼 귀가한 타마키와 만나지만 스즈메는 서둘러 향한다. 그녀는 행인들의 주목을 받으며 흰 고양이와 소타가 승선한 페리에 승선한다. 소타는 고양이와 대치해도 고양이는 순시선으로 옮겨 달아나고 만다.
페리에서 하룻밤을 보낸 스즈메와 소타는 에히메에 도착한 후 고양이 다이진을 찾는다. 길을 지나가다 벌판에서 떨어진 귤을 두 사람이 잡으면서 민박에서 일하는 아마베 치카(海部 千果)와 만난다. 치카와 대화를 나누던 중 두 사람은 다시 다이진을 목격한다. 치카의 협조도 얻어 두 사람은 문이 있는 중학교에 도착해 문을 닫는다. 이후 치카의 민박에서 하룻밤을 보내고 헤어진 두 사람은 히치하이크를 하려고 했지만 좀처럼 잘 되지 않고 심지어 비도 내리기 시작하자 버스 정류장으로 향한다.그곳에 들른 스낵바의 마담 니노미야 루미(二ノ宮 ルミ)를 만나 그녀의 도움을 받아 고베로 향한다. 루미의 아이들을 돌보며 스낵바를 돕다가 자리에 앉아 있던 다이진을 보게 된다. 뒤쫓는 길에서 또다시 미미즈를 목격하고, 두 사람은 문이 있는 낡은 유원지로 향하고, 소타는 다이진을 붙잡으려고 태클하지만 유원지의 전원이 작동하고 스즈메는 관람차로 떨어질 뻔하면서도 분투하지만 창문으로 다시 꿈에서 꾼 광경을 보고 만지고자 한다. 그 모습을 본 소타는 서둘러 그녀를 부르고 스즈메는 정신을 차리고 관람차 문을 닫는다. 그 후 루미의 스낵바에서 하룻밤을 보내고 역에서 루미와 헤어진다.
두 사람은 도쿄에 도착해 소타의 아파트로 향하는 방에서 여러 미미즈에 관한 문헌을 읽던 중 소타의 친구 세리자와 토모야(澤 朋也)를 만나지만 작은 흔들림이 느닷없이 찾아와 스즈메는 방 밖으로 나와 근처에서 움직이던 미미즈의 모습을 보게 된다. 그녀와 소타는 서둘러 문 앞으로 향하지만 다이진도 나타난다.두 사람은 다이진을 쫓고 문은 지하에 있다는 것을 알게 되는데 그 때 다시 흔들림이 찾아와 동쪽의 요석도 빠져버렸음을 깨닫는다. 혼자서 미미즈에 뛰어든 소타의 뒤를 쫓아 스즈메도 미미즈에 뛰어올라 두 사람은 도쿄 상공으로 상승한다. 미미즈는 하늘로 높이 오르기 시작해 이윽고 퍼져나가 도쿄 상공을 뒤덮어 버린다. 그리고 다이진과 대치한 두 사람은 다이진에게 설득하지만 다이진은 소타에게 '요석은 너야'라고 전한다. 소타는 점점 얼어붙어 요석이 되고 만다. 그 모습을 본 스즈메는 눈물을 흘리지만 미미즈가 땅을 향해 떨어지기 시작하고, 요석이 된 소타를 꽂를 수밖에 없음을 깨달은 스즈메는 요석을 미미즈에게 찔러 넣는다. 미미즈는 폭발하고 스즈메은 하늘에서 떨어지지만 다이진이 거대화되어 스즈메를 지킨다. 지하에서 스즈메는 저세상에서 미미즈에 박혀 있던 소타를 목격하지만 역시 저세상에는 들어가지 못했다. 거기에 다이진이 스즈메에게 다가서지만 그녀는 다이진을 거절한다. 다이진은 금세 말라가 어딘가로 떠난다. 문을 닫고 지상으로 나온 스즈메는 소타의 양육 부모이자 토지시(閉じ師)의 스승인 할아버지 무나카타 히츠지로가 입원해 있는 병원으로 가서 저세상으로 들어가는 방법을 묻는다. 소타를 구하러 가기로 결심하고 소타의 방에서 몸단장을 하고 출발하자 오차노미즈역 앞에서 세리자와가 말을 걸어 그곳에 스즈메를 데리러 가기 위해 온 타마키와도 마주친다. 게다가 다이진도 승차해 일동은 도쿄를 떠난다.
일동은 오오야 해안 휴게소에 도착한다. 그녀를 걱정하던 타마키는 스즈메와 말다툼을 하지만 스즈메와 다이진은 옆에 있던 거대한 검은 고양이를 발견한다. 고양이는 사다이진이라고 자칭하고 다이진은 싸우려해도 물고 타마키는 순간 기절한다. 일동은 사다이진을 싣고 친가로 향하지만 오픈카가 고장나 버린다. 그것에 초조한 스즈메는 두 마리와 친가으로 달려가고 타마키도 버려진 자전거를 타고 뒤를 쫓는다. 스즈메 일행은 지금은 없는 친가의 터에 다다른다. 가까운 곳을 파고 '스즈메의 소중한 것'이라고 적힌 깡통을 찾아내고 일기장을 찾는다. 펴자 3월 11일부터 페이지가 까맣게 칠해져 있었는데 마지막 페이지에는 꿈에서 본 광경, 그리고 예전의 그녀를 저세상으로 이끈 한 장의 문이 그려져 있었다. 그녀는 문을 찾아 다이진에게 말을 걸었고, 뒤를 쫓아 풀과 나무로 뒤덮인 지금은 녹슨 문을 찾고, 다이진은 그동안 뒷문이 있는 곳으로 안내하고 있었다는 것을 알게 된 스즈메는 다이진에게 감사를 표하며 기운를 회복한 다이진, 사다이진과 함께 저세상으로 향한다.
저세상으로 들어온 스즈메와 다이진, 사다이진은 다시 문으로 빠져나가려는 미미즈를 보게 되지만 사다이진이 거대해지면서 싸운다. 스즈메는 다이진과 함께 요석이 된 소타에게 달려가려 해도 빠지지 않고 다이진도 가세해 필사적으로 뽑으려 하자 열쇠가 빛나고 소타의 목소리를 듣는다. 스즈메는 완전히 얼어붙어 가던 소타를 구하고 요석을 뽑아낸 것이었다. 스즈메는 겨우 소타와 재회하지만 다이진은 힘을 다해 "스즈메의 손으로 원래대로 돌려줘"라고 말하며 요석으로 모습을 바꾼다. 소타는 축사를 외우고 스즈메는 사람들의 목소리를 듣는다. 사다이딘의 손에 의해 공중으로 전이된 두 사람은 미미즈의 선두에 요석을 꽂는다. 미미즈는 쓰러지고 이윽고 풀과 나무가 우거진 언덕으로 모습을 바꾼다. 불타오르던 주변도 넓은 초원으로 변해갔다.
그 후 스즈메는 저세상에 빠진 어린 스즈메를 발견한다. 엄마를 찾는 그녀에게 예전에 꿈에서 봤던 흰 옷 차림으로 달려가 타이르지만 그녀는 포기하지 않고 울면서 엄마를 찾으려고 한다. 스즈메는 어린 그녀에게 다시 타이른다. 어린 그녀가 "언니, 누구야?"라고 묻자 스즈메는 "나는 스즈메의 내일이야"이라고 답하며 세발의자를 맡긴다. 그녀는 문으로 나가려다 뒤돌아보니 그 언덕에는 한 여자와 남자가 지켜보고 있었다. 모든 것이 끝나고 두 사람은 저세상에서 귀환했고, 스즈메는 "다녀오겠습니다"라고 중얼거리며 문을 닫았다. 그 후 소타와 헤어지고 스즈메는 소타와 걸었던 길을 따라 돌아가는 길에 오른다.
문단속 여행으로부터 몇 달 후 어느 2월 아침. 스즈메는 등교길에 소타와 과거 엇갈린 통학로에서 그녀를 만나러 온 그의 모습을 발견한다. 그리고 스즈메는 '어서 와요'라고 말을 건네며 웃었다.

## 등장인물

### 일본어판
이와토 스즈메(岩戸 鈴芽)
성우 - 하라 나노카, 미우라 아카리(어린 시절)
본 작품의 주인공. 2006년 5월 24일생. 미야자키현의 조용한 마을에서 이모 타마키와 둘이서 사는 17세 여고생. 4살 무렵에 어머니를 잃는다. 다리가 하나 없는 의자(어머니의 유품)를 소중히 하고 있다.
무나카타 소타(宗像 草太)
성우 - 마츠무라 호쿠토(SixTONES)
"토지시(閉じ師)"로서 일본 각지의 문을 닫기 위해 여행을 하고 있는 청년. 어느 폐허로 향하는 도중에 스즈메를 만나기도 하지만 나중에 어떤 일로 스즈메의 의자로 모습이 바뀌어버린다. 가업인 토지시와는 별도로 아버지를 동경해 교사를 목표로 하고 있으며, 교육학부에 재적하고 있다.
다이진(ダイジン)
성우 - 야마네 안
문이 존재하는 장소에 나타나서는 스즈메 일행을 농락하는 인간의 말을 말하는 하얀 고양이의 모습을 한 신수.
마을 사람들에게 하얀 수염이 옛날 대신처럼 보이기 때문에 '다이진'이라고 이름이 지어졌으며, 이후 스즈메 일행에게도 불리고 있다.
실은 스즈메가 처음으로 도착한 폐허의 뒷문을 봉인하고 있던 서쪽의 요석이며, 아무것도 모르는 스즈메가 빼냄으로서, 고양이의 형태를 본뜬 돌에서 원래의 모습으로 돌아가 도망쳐버린다. 마른 모습으로 스즈메와 재회했을 때 그녀에게 친절을 베푼 기쁨에 스스럼 없이 따랐고, 옆에 있던 소타를 방해된다고 간주하고 저주를 걸어 스즈메의 의자로 모습을 바꾸어 버렸다. 화난 소타에게 쫓기는 동시에 도망쳐 쫓아다니는 스즈메 일행을 앞질러 열려가는 뒷문으로 이끌어 간다.
《월간 뉴타입》 2023년 1월호에 소타의 집에 있던 고문서의 내용이 실렸는데 이를 해독한 내용에 따르면, 생전에는 나라현의 어린 토지시였다. 서쪽의 요석이 미미즈와의 싸움에서 져서 거품이 되어 버렸을 때, 서쪽의 토지시 이소노카미(石上) 씨에게 '자신이 요석이 된다'라고 제의해, 요석이 되었다고 한다. 그러나 신카이 마코토 감독은 이전에 "다이진의 정체에 대해서는 명확한 설정은 없다", "하지만 혹시 다이진은 어린 아이인 토지시였을지도 모른다고 생각하며 각본을 적었다"라고 말했으며 공식 설정이 아닐 수 있다.
이와토 타마키(岩戸 環)
성우 - 후카츠 에리
스즈메가 아직 어릴 때부터 둘이서 살고, 어협(어업협동조합)에서 일하는 스즈메의 이모로 츠바메의 여동생. 어머니를 잃은 스즈메를 키우지만 과보호적인 면이 있다. 2011년 3월 시점에서 28세였다.
오카베 미노루(岡部 稔)
성우 - 소메타니 쇼타
어협에 근무하는 타마키의 동료. 타마키를 짝사랑하고 있지만 고백은 하지 않은 모습이다.
니노미야 루미(二ノ宮 ルミ)
성우 - 이토 사이리
다이진을 쫓아 히치하이킹하고 있던 스즈메가 에히메의 버스 정류장에서 만난 고베시 거주의 쌍둥이의 어머니이며 스낵바 '하아바'의 마담.
아마베 치카(海部 千果)
성우 - 하나세 코토네
스즈메가 에히메에서 만난 동갑의 활발한 소녀. 치카가 에히메현 니이하마시의 니이하마 넘버를 설치한 원동기장치자전거에서 떨어뜨린 감귤을 소타와 스즈메가 잡은 인연으로 친해진다. 가족 경영 민박 '아마베'에서 일하고 있다. 스즈메의 숙박이나 식사를 돌보고 헤어질 때 교복으로는 눈에 띄기 때문에 사복을 양보한다.
이와토 츠바메
성우 - 하나자와 카나
스즈메의 어머니이자 타마키의 누나. 고인. 어린 스즈메에게 DIY로 의자를 만들어 선물한다. 스즈메가 4살일 때 사망했다. 2011년 3월 10일에 34번째 생일을 맞는다.
세리자와 토모야(芹澤 朋也)
성우 - 카미키 류노스케
소타의 친구. 애차는 중고차로 오오이시라는 선배로부터 싸게 살 수 있는 컨버터블이며 알파 로메오와 BMW의 일부 스포츠카 모델의 디자인을 섞은 가상의 차종이다. 2001년 7월 6일 출생의 세리자와가의 장남이다. 교사를 목표로 하고 있고, 릿쿄 대학 교육학부에 재적하고 있다.(릿쿄 대학에 교육학부는 실제로 존재하지 않는다. 문학부 교육학과는 있다) 입은 나쁘지만, 소타를 걱정하는 등 친구를 생각하는 성격이다. 흡연자다.
무나카타 히츠지로(宗像 羊朗)
성우 - 마츠모토 하쿠오
도쿄의 병원에 입원중인 소타의 할아버지이며, '토지시'의 스승. 2011년의 지진 재해 때, 자신의 오른팔과 맞바꾸어 동쪽의 요석(사다이진)을 도쿄의 뒷문에 찔린 인물이다.
미키(ミキ)
성우 - 아이미
고베에 있는 루미의 스낵바의 카운터 직원. 남자친구는 없다.
아야(絢)
스즈메의 클래스메이트. 검은 보브컷.
마미(マミ)
스즈메의 클래스메이트. 갈색 긴 머리.
하나, 소라(花、空)
루미의 아이. 어린이집이 쉬자 스즈메가 돌보게 된다. 차 안에서 음료를 쏟아내려고 했을 때, 희미하게 움직인 의자를 괴롭혔다.
키누요(絹代)
편의점의 주인이자 집주인. 방문한 스즈메에게 소타의 방의 열쇠를 건네준다.
사다이진(サダイジン)
다이진과 마찬가지로 키를 자유롭게 조종할 수 있다. 다이진과 대조적으로 거대한 오른쪽 눈 주위가 하얀 검은 고양이의 모습을 한 신수. 전투 시에는 더욱 거대해지고 체모가 하얗게 된다. 그 정체는 동쪽의 두 번째 요석이다.

### 목소리 출연
- 장예나, 황리서(어린 시절) - 이와토 스즈메
- 정주원 - 무나카타 소타
- 이선율 - 다이진
- 유영 - 사다이진, 니노미야 하나
- 이지현 - 이와토 타마키
- 이경태 - 세리자와 토모야
- 장은숙 - 이와토 츠바메
- 이현 - 오카베 미노루
- 송준석 - 무나카타 히츠지로
- 이다은 - 아마베 치카
- 김현심 - 니노미야 루미
- 박시윤 - 니노미야 소라

### 한국판
- 미디어캐슬 - 수입 / 제공
- ㈜로커스 - 공동제공
- 쇼박스 - 배급

## 제작진
- 원작·각본·감독 - 신카이 마코토
- 캐릭터 디자인 - 타나카 마사요시(田中将賀)
- 기획·프로듀스 - 카와무라 겐키(川村元気)
- 이그제큐티브 프로듀서 - 후루사와 요시히로(古澤佳寛)
- 프로듀서 - 오카무라 와카나(岡村和佳菜), 이토 키누에(伊藤絹恵), 이토 코이치로(伊藤耕一郎)
- 작화 감독 - 츠치야 켄이치(土屋堅一)
- 미술 감독 - 탄지 타쿠미(丹治 匠)
- 연출 - 시모다 마사미(下田正美), 이노우에 에이(井上鋭), 나가하라 케이타(長原圭太), 유카와 아츠유키(湯川敦之), 이무라 켄지(居村健治), 하라다 나나(原田奈奈), 토쿠노 유가(徳野悠我)
- CG 감독 - 타케우치 요시타카(竹内良貴)
- 음악 - RADWIMPS, 진노우치 카즈마(陣内一真)
- 음악 프로듀서 - 나루카와 사요코(成川沙世子)
- 음향 감독 - 야마다 하루(山田 陽)
- 음향 효과 - 이토 미즈키(伊藤瑞樹)
- 촬영 감독 - 츠다 료스케(津田涼介)
- 색채 설계 - 山本智子
- 조감독·특수 효과 - 미키 요코(三木陽子)
- 어시스턴트 프로듀서 - 카세 미라이(加瀬未来), 이마후쿠 타로(今福太郎)
- 애니메이션 제작 - 코믹스 웨이브 필름
- 제작(制作) - 코믹스 웨이브 필름
- 제작(制作) 프로듀스 - STORY inc.
- 제작(製作) - 스즈메의 문단속 제작위원회(코믹스 웨이브 필름, 도호, STORY inc., voque ting, KADOKAWA, JR 동일본 기획, 로손 그룹, 애니플렉스)
- 배급 - 도호

## 제작

### 기획

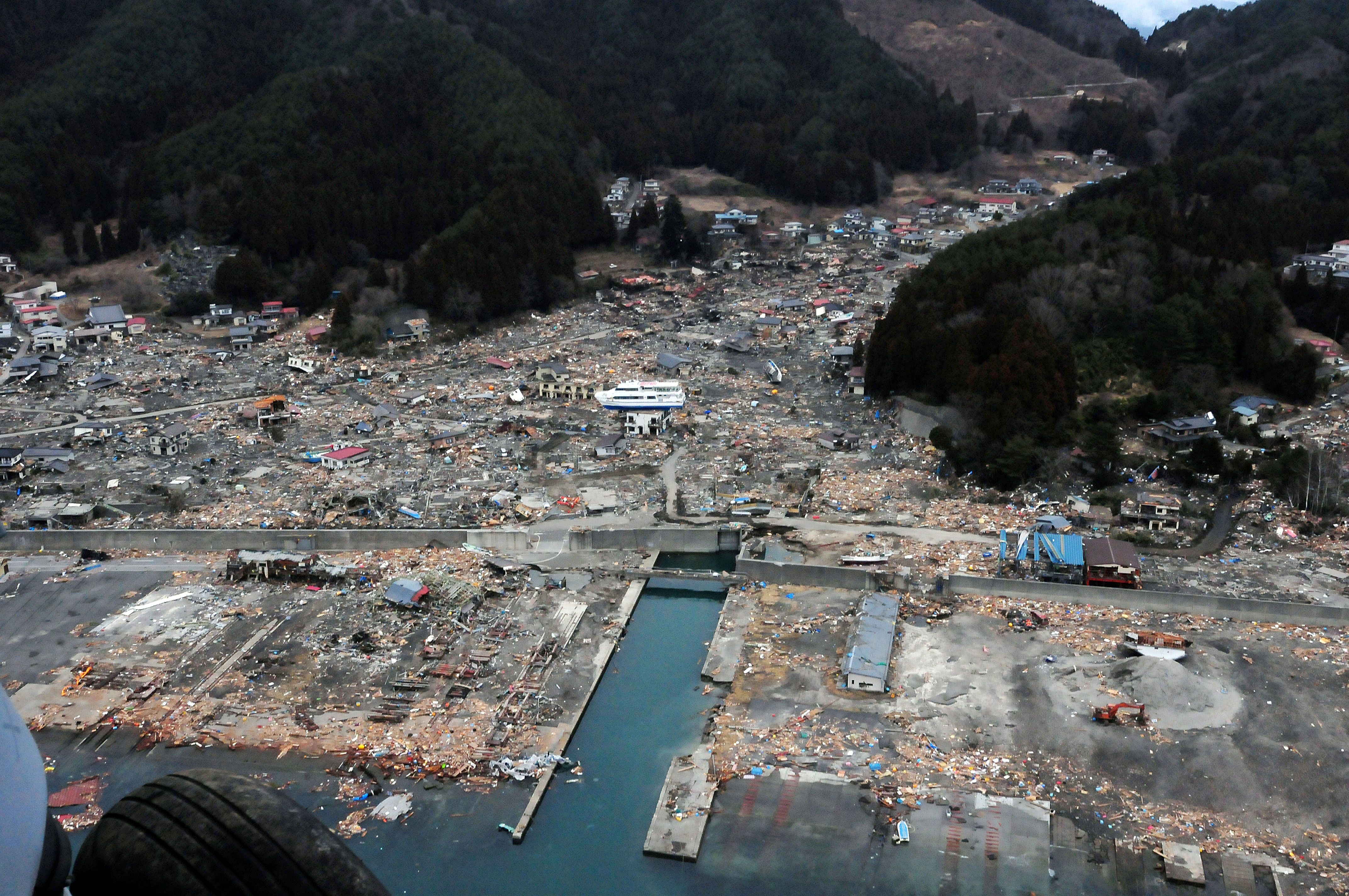
2011년 도호쿠 지방 태평양 해역 지진은 이 영화에 영향을 주었다. 오쓰치정에서 촬영된 좌초된 쌍동선 하마유리가 사후 세계 장면에 등장한 좌초된 선박의 원형이 되었다.

신카이 마코토는 일본을 여행하면서 과거 작품에 대해 이야기하는 동안 《스즈메의 문단속》에 대한 아이디어를 구상했다. 그는 "일본에서는 새 건물이나 주택 공사가 시작되기 전에 지진제 또는 기공식을 거행하는 것이 관례이지만 해체할 때는 아무 것도 하지 않는다"고 말했다. 신카이는 일본의 저출산과 인구 고령화로 인해 일본에 비어 있거나 버려진 지역이 더 많다는 것을 알아차리고 "폐허를 애도하는 것"에 대한 이야기를 쓸 생각이었다. 결과적으로 영화는 필연적으로 장소를 찾아가는 로드 무비로 바뀌었다.
2011년 도호쿠 지방 태평양 해역 지진이 영화의 주제에 영향을 미쳤다. 《너의 이름은.》에서 티아마트 혜성과 《날씨의 아이》의 개념은 자연 재해의 영향을 받은 아이디어였지만 신카이는 "지진과 쓰나미를 통해 느낀 영향을 은유로 묘사하는 대신 표현해야 한다"고 느꼈다. 그는 재난에 대한 사람들의 기억이 시간이 지남에 따라 "흐릿"해지기 시작하는 것을 두려워했고, 영화나 소설에서 지진과 쓰나미를 묘사함으로써 재난을 알지 못하는 십대들과 자신의 기억을 공유할 수도 있었다. 신카이는 또한 《마녀 배달부 키키》, 《쓸쓸하고 찬란하神 - 도깨비》, 무라카미 하루키의 소설 《해변의 카프카》와 단편 소설 《개구리 군, 도쿄를 구하다》(かえるくん、東京を救う)를 영화가 영향받은 것으로 인용했다.
신카이와 스태프들은 2020년 1월부터 3월까지 프로젝트를 계획했다. 그들은 일본 정부가 COVID-19 범유행으로 인해 비상사태를 선포한 4월에 영화의 각본을 쓰기 시작했다. TV 아사히와의 인터뷰에서 신카이는 COVID-19 범유행이 영화 제작에 덜 가시적인 영향을 미쳤다고 말했다. 그러나 "시대의 분위기가 각본에 지워지지 않게 새겨져 있다"고 말하며 영화가 포스트 아포칼립스적 주제를 가질 것이라고 덧붙였다. 소타가 의자로 변신한 것은 신카이가 코로나19 억제 기간 동안 갇힌 느낌을 참고했다. 8월에 각본을 완성한 후 그림 콘티는 2020년 9월부터 2021년 12월까지 초안을 작성했으며 애니메이션 제작은 2021년 4월월에 시작되었다. 이 영화는 2021년 12월 15일에 기자 회견에서 공식적으로 공개되었다. 영화의 스태프는 캐릭터 디자인으로 타나카 마사요시, 작화 감독으로 츠치야 켄이치, 미술 감독으로 탄지 타쿠미가 있다. 코믹스 웨이브 필름과 Story Inc.가 영화의 제작사로 공개되었다. 2022년 10월에 신카이는 영화 제작이 완료되었다고 발표했다.

### 캐릭터
신카이는 《날씨의 아이》에 남자 주인공이 있었고 "버디" 캐릭터가 필요하다고 느꼈기 때문에 영화에 여자 주인공이 있기로 결정했다. 이야기가 장소를 애도하는 데 초점을 맞추면 영화의 긴장이 "반드시 조용해질 것"이라고 생각했고, 영화를 재미있게 유지하기 위해 소녀와 의자 사이의 "버디 스토리"로 결정했다. 신카이는 처음에 다른 소녀, 이야기 전체에서 괴물로 변하는 다른 소녀, 우유곽과 같은 "무기 파트너"와 같은 잠재적 파트너를 위한 다른 옵션을 생각했다. 의자 파트너에 대한 아이디어는 신카이가 버려진 버스 정류장에 앉아 있는 나무 의자를 보았고 이전 아이디어보다 "이질적인 느낌"이 더 낫다는 것을 발견했을 때 나왔다. 신카이는 또한 러브 스토리를 쓰는 데 관심이 줄어들었고 스즈메와 이모와 같은 다양한 관계를 묘사하고 싶었다.

### 캐스팅
2022년 7월 5일에 하라 나노카가 이와토 스즈메의 성우로 공개되었다. 신카이는 1,700명이 넘는 사람들이 참여하는 오디션에서 하라 나노카를 선택했다. 하라는 신카이 작품의 팬이었고 신카이의 작품 중 하나를 극장에서 처음 보았을 때 느꼈던 "잊을 수 없는 가슴 떨리는 느낌"을 공유하는 사람이 되는 것을 상상할 수 없었다고 말했다. 2022년 9월 6일, 마츠무라 호쿠토가 무나카타 소타 역으로 공개되었다. 그는 그 캐릭터를 "감독의 어떤 작품에서도 본 적이 없는 캐릭터"라고 말하며 마츠무라는 소타에게 약간 낮은 톤을 사용하는 "이전에 들어 본 적이 없는"목소리를 연기했다. 신카이는 마츠무라의 목소리가 "인상적"이라며 "캐릭터를 구현했다"라고 말했다. 스즈메와 소타는 하라와 마츠무라의 첫 번째 애니메이션 성우 역할이다. 9월 29일, 후카츠 에리, 소메타니 쇼타, 이토 사이리, 하나세 코토네, 하나자와 카나, 마츠모토 하쿠오가 성우에 합류한 것으로 발표되었다. 10월 25일, 《너의 이름은.》에서 타치바나 타키의 성우를 맡은 카미키 류노스케가 세리자와 토모야 역에 추가되었다.

## 음악
2022년 9월 20일, 이전에 신카이와 《너의 이름은.》 및 《날씨의 아이》에서 공동 작업한 밴드 RADWIMPS가 작곡가 진노우치 카즈마와 함께 영화의 악보를 작곡할 것이라고 발표되었다. 틱톡 가수 토아카가 2022년 9월 30일 음악 스트리밍 서비스를 통해 공개한 첫 번째 주제곡 〈스즈메〉(すずめ)의 보컬을 맡은 것도 밝혀졌다. 두 번째 주제가 〈카나타 하루카〉(カナタハルカ)가 2022년 10월 28일 온라인 공개되었다. 사운드트랙 음반 《스즈메의 문단속》은 영화 개봉일인 2022년 11월 11일에 공개되었다. 녹음 중 일부는 런던에 있는 애비 로드 스튜디오에서 이루어졌다.

### 삽입곡
- 고베의 루미의 스낵바
  - 고 히로시 - 2억 4천만의 눈동자(2億4千万の瞳)
  - 요시 이쿠조 - 나 도쿄에 갈란다(俺ら東京さ行ぐだ)
  - 히노 미카&아오이 시로 - 남자와 여자의 러브게임(男と女のラブゲーム)
  - 체커스 - 들쭉날쭉 마음의 자장가(ギザギザハートの子守唄)
- 신코베역의 발차 멜로디
  - 고다이고&타케카와 유키히데 - 은하철도 999
- 세리자와 토모야의 차 안 BGM
  - 아라이 유미 - 루즈의 전언(ルージュの伝言)
  - 마츠다 세이코 - SWEET MEMORIES
  - 이노우에 요스이 - 꿈 속으로(夢の中へ)
  - 사이토 유키 - 졸업(卒業)
  - 코쿠쇼 사유리 with 오냥코클럽 - 발렌타인 키스
  - 카와이 나오코 - 싸우지 말아요(けんかをやめて)

## 개봉

### 흥행 성적
일본에서는 2022년 11월 11일에 전국 공개되어 공개 3일간(11일~13일)의 흥행 성적(11월 7일에 실시한 IMAX 선행 상영 분 포함)이 발표 되어, 관객 동원수 133만 1081명, 흥행 수입 18억 8421만 5620엔을 기록했다. 신카이 마코토 감독 작품 사상 최고가 된다.
2022년 12월 26일 7주차 흥행 성적이 발표되어 공개 45일간 흥행 수입 100억엔을 달성했다. 이것으로 《너의 이름은.》, 《날씨의 아이》에 이어 세 작품 연속으로 흥행 100억 엔을 돌파했다.
2023년 2월 6일 공개 87일만에 관객 동원수가 1000만명을 돌파했다고 발표되었다. 신카이 마코토 감독의 관객 동원 수가 1000만명을 돌파하는 것은 《너의 이름은.》, 《날씨의 아이》에 이어, 3작 연속의 기록이 된다.

### 일본 외 국가

여러 세계 애니메이션 개봉 현황
개봉

일본 외 국가에서의 개봉이 결정되었으며 《너의 이름은.》, 《날씨의 아이》의 공개 규모를 뛰어넘는 199개국과 지역에서 공개된다. 크런치롤은 소니 픽처스 엔터테인먼트와 와일드 번치 인터내셔널과 제휴해 아시아를 제외한 세계배급권을 획득하며 2023년 4월 12~14일 사이에 북미, 유럽, 브라질, 호주 등에서 일제히 개봉한다. 배급에 대해서는 크런치롤은 북미 배급을 담당하고, 북미 이외 지역에서는 크런치롤의 모회사, 소니 픽처스가 담당, 유럽 지역에서는 와일드 번치 인터내셔널, 유로줌이 담당한다. 다만 아시아 지역에 대해서는 이번 크런치롤을 중심으로 한 배급과는 별도의 틀이 잡힌다.
| 나라 이름         | 개봉일                                                  | 비고   |
| ----------------- | ------------------------------------------------------- | ------ |
| 대만              | 2023년 3월 2일 (오리지널) 2023년 3월 17일 (북경어 더빙) |        |
| 홍콩              | 2023년 3월 2일                                          |        |
| 마카오            | 2023년 3월 2일                                          |        |
| 대한민국          | 2023년 3월 8일                                          |        |
| 필리핀            | 2023년 3월 8일                                          |        |
| 인도네시아        | 2023년 3월 8일                                          |        |
| 베트남            | 2023년 3월 10일                                         |        |
| 브루나이          | 2023년 3월 16일                                         |        |
| 중화인민공화국    | 2023년 3월 24일                                         |        |
| 프랑스            | 2023년 4월 12일                                         |        |
| 몰타              | 2023년 4월 12일                                         |        |
| 스위스            | 2023년 4월 12일                                         |        |
| 오스트레일리아    | 2023년 4월 13일                                         |        |
| 뉴질랜드          | 2023년 4월 13일                                         |        |
| 브라질            | 2023년 4월 13일                                         |        |
| 멕시코            | 2023년 4월 13일                                         |        |
| 아르헨티나        | 2023년 4월 13일                                         |        |
| 네덜란드          | 2023년 4월 13일                                         |        |
| 슬로바키아        | 2023년 4월 13일                                         |        |
| 덴마크            | 2023년 4월 13일                                         |        |
| 그리스            | 2023년 4월 13일                                         |        |
| 아일랜드          | 2023년 4월 13일                                         |        |
| 체코              | 2023년 4월 13일                                         |        |
| 볼리비아          | 2023년 4월 13일                                         |        |
| 에콰도르          | 2023년 4월 13일                                         |        |
| 헝가리            | 2023년 4월 13일                                         |        |
| 이스라엘          | 2023년 4월 13일                                         |        |
| 우루과이          | 2023년 4월 13일                                         |        |
| 베네수엘라        | 2023년 4월 13일                                         |        |
| 페루              | 2023년 4월 13일                                         |        |
| 체코              | 2023년 4월 13일                                         |        |
| 독일              | 2023년 4월 13일                                         |        |
| 태국              | 2023년 4월 13일                                         |        |
| 미국              | 2023년 4월 14일                                         |        |
| 캐나다            | 2023년 4월 14일                                         |        |
| 영국              | 2023년 4월 14일                                         |        |
| 오스트리아        | 2023년 4월 14일                                         |        |
| 벨기에            | 2023년 4월 14일                                         |        |
| 아일랜드          | 2023년 4월 14일                                         |        |
| 룩셈부르크        | 2023년 4월 14일                                         |        |
| 지브롤터          | 2023년 4월 14일                                         |        |
| 리투아니아        | 2023년 4월 14일                                         |        |
| 에스토니아        | 2023년 4월 14일                                         |        |
| 케냐              | 2023년 4월 14일                                         |        |
| 포르투갈          | 2023년 4월 14일                                         |        |
| 남아프리카 공화국 | 2023년 4월 14일                                         |        |
| 스페인            | 2023년 4월 14일                                         |        |
| 스웨덴            | 2023년 4월 14일                                         |        |
| 노르웨이          | 2023년 4월 14일                                         |        |
| 콜롬비아          | 2023년 4월 20일                                         |        |
| 인도              | 2023년 4월 21일                                         |        |
| 폴란드            | 2023년 4월 21일                                         |        |
| 불가리아          | 2023년 4월 21일                                         |        |
| 핀란드            | 2023년 4월 21일                                         |        |
| 루마니아          | 2023년 4월 21일                                         |        |
| 아랍에미리트      | 2023년 4월 27일                                         |        |
| 이탈리아          | 2023년 4월 27일                                         |        |
| 카타르            | 2023년 4월 27일                                         |        |
| 쿠웨이트          | 2023년 4월 27일                                         |        |
| 사우디아라비아    | 2023년 4월 27일                                         |        |
| 아이슬란드        | 2023년 4월 30일                                         |        |
| 대한민국          | 2024년 1월 10일                                         | 재개봉 |

#### 대한민국
대한민국에서는 2023년 3월 8일에 개봉되었다. 수입사는 미디어캐슬이고 배급사는 쇼박스다. 신카이 마코토 감독과 스즈메의 성우를 맡은 하라 나노카가 3월 7일부터 9일까지의 일정으로 내한했다. 신카이 마코토는 "300만 관객이 넘으면 다시 한국에 와서 여러 이벤트를 함께 하고 싶다"며 공약을 내세웠다.
개봉 첫날에 약 14만 3500명의 관객동원을 기록해 흥행 랭킹 1위를 기록했다.
개봉 6일 만에 누적 관객 수 100만명을 달성했다. 이로써 2023년에 한국에서 공개된 영화 중에서 가장 빠른 동원수가 되었다.
개봉 13일 만에 누적 관객 수 200만명을 달성했다. 2023년에 200만명 달성은 《더 퍼스트 슬램덩크》에 이어 두 번째이며 《더 퍼스트 슬램덩크》보다 빠르게 기록했다.
2023년 3월 27일 4시 30분 기준(KST) 누적 관객 수 300만명을 달성했다. 신카이 마코토는 스즈메의 성우를 맡은 하라 나노카와 함께 300만 인증샷과 직접 일본에서 촬영한 감사 인사 영상을 올려 보답했다. 감사 인사 영상에서 신카이 마코토는 "유튜브를 검색해 보면 '스즈메의 문단속'을 보신 한국 분들의 리뷰가 아주 많았다"라며 운을 떼며 "한국 분들이 영화를 잘 즐겨주신다는 것을 실감하며 날마다 행복을 느끼고 있다. 300만 명이 넘었으므로 약속대로 다시 한국에 가기로 했다, 어서 다시 한국에 가서 여러분들을 뵙고 싶다"라며 내한 소식을 전했다.
4월 27일 다시 내한한 신카이 마코토 감독은 재해로 인해 상처입은 소녀가 회복하는 이야기가 한국 젊은이들에게 감동을 준 것이 아닌가 생각한다. 동일본대지진을 이야기하는 것이 자기 일 사명처럼 느껴졌다는 내한 소감을 남겼다.

## 평가

### 수상 경력
| 수상                        | 부문                                    | 대상                     | 결과 | 출처   |
| --------------------------- | --------------------------------------- | ------------------------ | ---- | ------ |
| 제47회 호치 영화상          | 애니 작품 상                            | 스즈메의 문단속          | 후보 | [ 38 ] |
| 제77회 마이니치 영화 콩쿠르 | 애니메이션 영화상, 오후지 노부로상      | 스즈메의 문단속          | 후보 | [ 39 ] |
| 제73회 베를린 국제 영화제   | 황금곰상                                | 스즈메의 문단속          | 후보 | [ 40 ] |
| 제46회 일본 아카데미상      | 우수 애니메이션 작품상                  | 스즈메의 문단속          | 수상 | [ 41 ] |
| 제46회 일본 아카데미상      | 최우수 음악상                           | RADWIMPS/진노우치 카즈마 | 수상 | [ 42 ] |
| VFX-JAPAN 어워드 2023       | 극장 공개 애니메이션 영화 부문 최우수상 | 스즈메의 문단속          | 수상 | [ 43 ] |

## 미디어 믹스

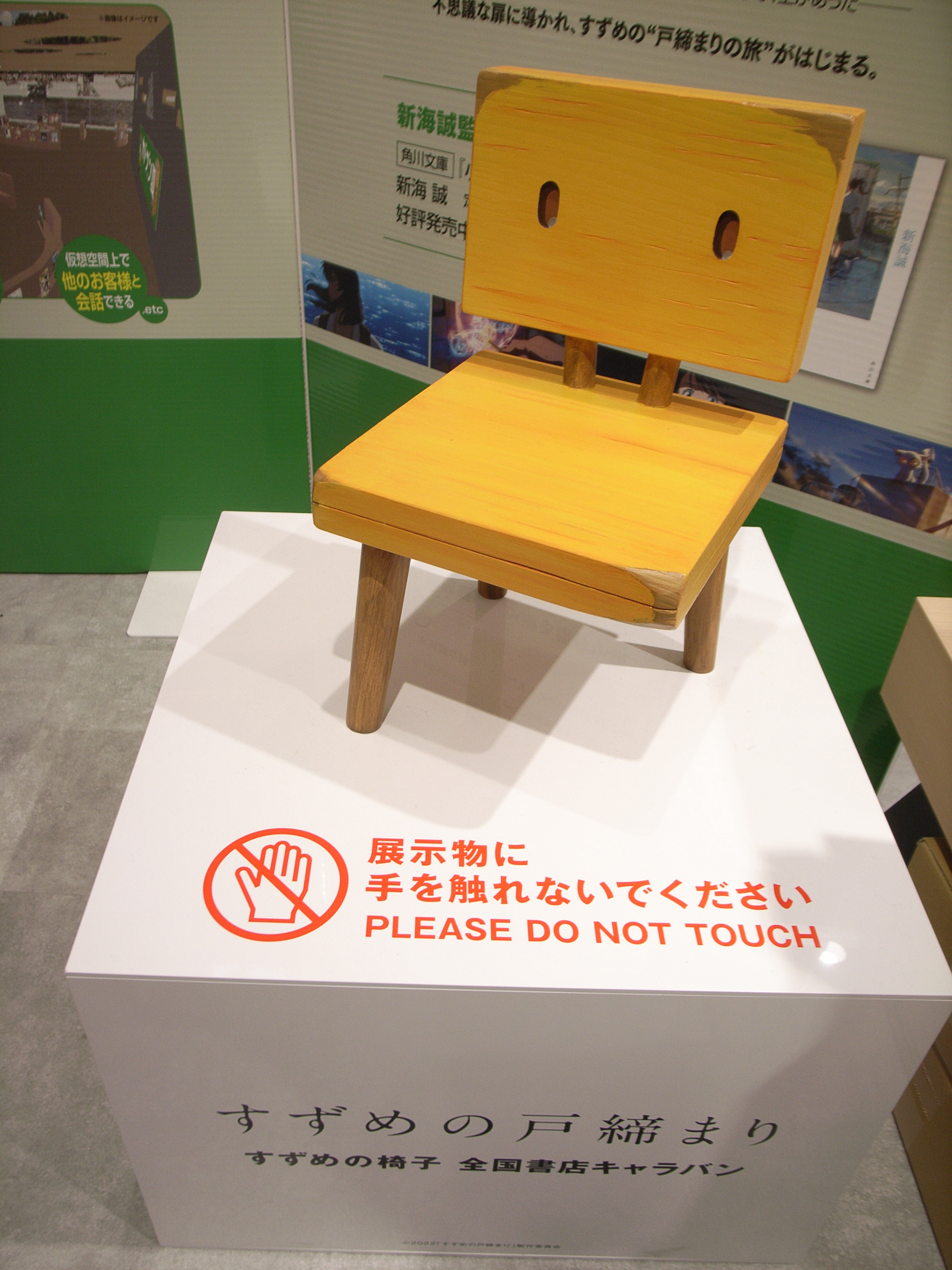
카도카와가 제공한 '스즈메의 의자'(기노쿠니야 쇼텐에서)

### 소설
신카이 마코토가 쓴 소설 각색판이 2022년 8월 24일 KADOKAWA의 카도카와 문고 레이블로 발매되었다. 소설의 일부는 6월 10일에 일본 서점에서 카도카와 문고의 '카도분 여름 페어 2022'에서 배포되는 소책자에 게재된다. 후리가나가 있고 치코가 그린 삽화가 추가된 어린이 문고판이 KADOKAW의 카도카와 츠바사 문고 레이블로 10월 13일에 출시되었다. 대한민국에서는 대원씨아이에서 한국어판이 2023년 1월 13일에 출시되었다.
- 신카이 마코토 (2022년 8월 24일). 《소설 스즈메의 문단속》. 카도카와 문고. KADOKAWA. ISBN 9784041126790.[47]
- 신카이 마코토 (2022년 10월 13일). 《스즈메의 문단속》. 카도카와 츠바사 문고. KADOKAWA. ISBN 9784046321909.[48]

### 만화
만화 각색판은 코단샤의 《월간 애프터눈》에 2022년 12월호부터 연재가 시작되었다. 만화는 아마시마 덴키가 담당한다.

### 내용주
1. ↑  동일본 대지진으로부터 12년 경과.
2. ↑  차내에서 릿쿄 대학의 학생증을 타마키에게 보여주는 장면이 있다.

### 참조주
1. ↑  “新海誠監督の最新作「すずめの戸締まり」2022年秋に全国公開！　主人公は災いの元となる“扉”を閉めていく少女”. 《Eiga.com》 (일본어). 2021년 12월 15일. 2021년 12월 15일에 확인함.
2. ↑  “新海誠の最新作「すずめの戸締まり」来秋公開！“扉”を閉めていく少女のロードムービー”. 《코믹 나탈리》 (일본어). 나타샤. 2021년 12월 15일. 2021년 12월 15일에 확인함.
3. ↑  Mateo, Alex (2021년 12월 15일). “Makoto Shinkai Reveals New Anime Film Suzume no Tojimari”. 《Anime News Network》. 2021년 12월 16일에 확인함.
4. ↑  Inc, Natasha. “新海誠の最新作「すずめの戸締まり」来秋公開！“扉”を閉めていく少女のロードムービー” (일본어). 2022년 1월 2일에 확인함.
5. ↑  “新海誠監督の新作に原菜乃華抜てき「まだ夢なんじゃないか」映画「すずめの戸締まり」ヒロイン役”. 《닛칸스포츠》 (닛칸스포츠 NEWS). 2022년 7월 5일. 2022년 7월 5일에 확인함.
6. ↑  “SixTONES松村北斗、声優初挑戦…新海誠監督の新作アニメ映画「すずめの戸締まり」”. 《스포츠호치》. 호치 신문사. 2022년 9월 6일. 2022년 9월 6일에 확인함.
7. ↑  “SixTONES松村北斗、『すずめの戸締まり』で声優初挑戦！閉じ師の青年に”. 《시네마투데이》. 2022년 9월 6일. 2022년 9월 6일에 확인함.
8. ↑  “『すずめの戸締まり』ダイジンを演じているのは？謎めいたキャラが大人気”. 《시네마투데이》. 2022년 11월 15일. 2022년 11월 15일에 확인함.
9. ↑  https://fusetter.com/tw/cfemuUfx
10. 1 2 3 4 5 6  “新海誠監督『すずめの戸締まり』松本白鸚、深津絵里らの参加を発表”. 《ORICON NEWS》. oricon ME. 2022년 9월 29일. 2022년 9월 29일에 확인함.
11. ↑  “神木隆之介：新海誠監督の3年ぶり新作「すずめの戸締まり」出演 宗像草太の友人・芹澤朋也に”. 《MANTANWEB》. MANTAN. 2022년 10월 25일. 2022년 10월 25일에 확인함.
12. ↑  official_hibiki의 트윗 (1589260061502853125)
13. 1 2 3  Sekihara, Noriko (2022년 11월 19일). “Makoto Shinkai's new film Suzume mourns Japan's deserted towns”. 《Nikkei Asia》. 2022년 12월 1일에 확인함.
14. 1 2 3 4  映画『すずめの戸締まり』公開記念インタビュー。新海誠が「いまでなければ間に合わないと思った」、作品に込めたテーマを語る【アニメの話を聞きに行こう！】. 《패미통》 (일본어). 2022년 11월 17일. 2022년 12월 2일에 확인함.
15. ↑  『すずめの戸締まり』新海誠監督インタビュー｜神木隆之介さんへのオファーは一度断れながらも電話で直談判!? 10年たった今だからこそ描く東日本大震災への想い. 《애니메이트 타임즈》 (일본어). 2022년 11월 12일. 2022년 12월 2일에 확인함.
16. ↑  Da-sol, Kim (2023년 3월 8일). “Suzume director says he was inspired by 2016 drama Guardian: The Lonely and Great God”. 《코리아헤럴드》. 2023년 3월 8일에 확인함.
17. 1 2 3  Mateo, Alex (2021년 12월 15일). “Makoto Shinkai Reveals New Anime Film Suzume no Tojimari”. 《Anime News Network》. 2021년 12월 16일에 확인함.
18. 1 2  Morrissy, Kim (2020년 12월 28일). “Makoto Shinkai Talks Demon Slayer, Hints at His Next Work”. 《Anime News Network》. 2022년 4월 10일에 확인함.
19. ↑  Pineda, Rafael Antonio (2022년 7월 4일). “Makoto Shinkai's Suzume no Tojimari Anime Film Casts Nanoka Hara as Heroine”. 《Anime News Network》. 2022년 7월 4일에 확인함.
20. ↑  Komatsu, Mikikazu (2022년 7월 4일). “18-year-old Actress Nanoka Hara to Voice The Main Heroine of Makoto Shinkai's New Film Suzume no Tojimari”. 《크런치롤》. 2022년 7월 4일에 확인함.
21. ↑  Komatsu, Mikikazu (2022년 9월 5일). “Idol Group SixTONES Member Hokuto Matsumura Joins Makoto Shinkai's Suzume Anime Film”. 《크런치롤》. 2022년 9월 6일에 확인함.
22. ↑  Mateo, Alex (2022년 10월 25일). “Makoto Shinkai's Suzume Anime Film Casts Ryunosuke Kamiki”. 《Anime News Network》. 2022년 10월 25일에 확인함.
23. ↑  Mateo, Alex (2022년 9월 19일). “RADWIMPS, Kazuma Jinnouchi Score Music for Makoto Shinkai's Suzume Anime Film”. 《Anime News Network》. 2022년 9월 19일에 확인함.
24. ↑  RADWIMPS、映画『すずめの戸締まり』の主題歌「すずめ feat.十明」の先行配信が決定. 《The First Times》 (일본어). 2022년 9월 29일. 2023년 3월 21일에 확인함.
25. ↑  RADWIMPS×陣内一真、新海誠監督映画『すずめの戸締まり』サウンドトラックリリース 主題歌「すずめ feat.十明」先行配信も. 《Real Sound》 (일본어). Blueprint Co., Ltd. 2022년 10월 3일. 2022년 10월 3일에 확인함.
26. ↑  “「すずめの戸締まり」公開3日間で興収18億円超　新海誠監督作品史上No.1の大ヒットスタート”. 《ENCOUNT》. 2022년 11월 14일에 확인함.
27. ↑  “映画『すずめの戸締まり』公開45日間で興収100億円突破 新海誠監督3作品連続で興収100億円超”. 《오리콘 뉴스》. 2022년 12월 26일에 확인함.
28. ↑  “Crunchyroll Reveals Release Dates Of Suzume No Tojimari For Europe, North America, Australia & New Zealand”. 《ANIMEUINCH》. 2023년 2월 11일에 확인함.
29. ↑  “新海誠監督「すずめの戸締まり」欧米での公開日が決定！”. 《eiga.com》. 2022년 12월 8일에 확인함.
30. ↑  양정우 (2023년 2월 22일). “日애니 '스즈메의 문단속' 신카이 마코토·하라 나노카 3월 내한”. 《연합뉴스》. 2023년 3월 26일에 확인함.
31. ↑  김지혜 (2023년 3월 11일). “'스즈메의 문단속' 신카이 마코토 감독 "300만 넘으면 다시 오겠다"”. 《SBS》. 2023년 3월 27일에 확인함.
32. ↑  양정우 (2023년 3월 9일). “'스즈메의 문단속' 개봉 첫날 1위…극장가 日애니 열풍”. 《연합뉴스》. 2023년 3월 26일에 확인함.
33. ↑  “'스즈메의 문단속' 100만 돌파…올해 최단 기록”. 《연합뉴스TV》. 2023년 3월 13일. 2023년 3월 26일에 확인함.
34. ↑  김정진 (2023년 3월 20일). “'스즈메의 문단속' 개봉 13일째에 누적 관객 200만명 돌파”. 《연합뉴스》. 2023년 3월 26일에 확인함.
35. ↑  김경희 (2023년 3월 27일). “'스즈메의 문단속' 300만 돌파, 신카이 마코토 감독 공약 지키러 재내한 확정”. 《MBC》. 2023년 3월 27일에 확인함.
36. ↑  《[스즈메의 문단속] 300만 돌파 감사 인사 영상》. 《YouTube》 (미디어캐슬). 2023년 3월 27일. 2023년 3월 27일에 확인함.
37. ↑  오보람 (2023년 4월 27일). “'스즈메의 문단속' 감독 "불완전한 작품 봐준 한국 관객 감사"”. 《연합뉴스》. 2023년 4월 28일에 확인함.
38. ↑  “第47回報知映画賞ノミネート一覧”. 《호치 신문사 공식 홈페이지》. 2023년 1월 25일에 확인함.
39. ↑  “「第77回毎日映画コンクール」ノミネート発表 『ある男』が最多9部門”. 《ORICON NEWS》. 2022년 12월 22일에 확인함.
40. ↑  Vivarelli, Nick; Ramachandran, Naman (2023년 1월 23일). “Berlin Competition Lineup Unveiled: Sean Penn, Matt Johnson, Hong Sangsoo, Celine Song Films Head to Festival”. 《Variety》. 2023년 2월 28일에 확인함.
41. ↑  “「SLAM DUNK」「ONE PIECE」「すずめの戸締まり」など日本アカデミー賞優秀賞発表”. 《코믹 나탈리》. 2023년 1월 23일에 확인함.
42. ↑  “【日本アカデミー賞】最優秀音楽賞は「すずめの戸締まり」へ、野田洋次郎「もの作りに限界はない」”. 《영화 나탈리》. 2023년 3월 10일에 확인함.
43. ↑  “【速報】VFX-JAPANアワード2023最優秀賞発表”. 《일반사단법인 VFX-JAPAN》. 2023년 3월 15일에 확인함.
44. ↑  Pineda, Rafael Antonio (2022년 5월 17일). “Makoto Shinkai's Suzume no Tojimari Film Also Gets Novelization”. 《Anime News Network》. 2022년 5월 17일에 확인함.
45. 1 2  新海誠監督書き下ろしの「すずめの戸締まり」原作小説、8月発売. 《Eiga.com》 (일본어). Kakaku.com. 2022년 5월 19일. 2022년 9월 6일에 확인함.
46. ↑  新海誠「すずめの戸締まり」一足先に物語の世界へ！ イラスト＆ふりがな付きの「児童文庫版」発売. 《아니메! 아니메!》 (일본어). 2022년 10월 13일. 2023년 3월 21일에 확인함.
47. ↑  “カドブン 「すずめの戸締まり」特設サイト”. KADOKAWA. 2022년 5월 17일에 원본 문서에서 보존된 문서. 2022년 5월 17일에 확인함.
48. ↑  “すずめの戸締まり | すずめの戸締まり | 本”. 《카도카와 츠바사 문고》 (일본어). 2022년 11월 4일에 원본 문서에서 보존된 문서. 2022년 11월 4일에 확인함.
49. ↑  Hazra, Adriana (2022년 9월 23일). “Makoto Shinkai's Suzume Anime Movie Gets Manga Adaptation”. 《Anime News Network》. 2022년 9월 23일에 확인함.
50. ↑  新海誠監督作品「すずめの戸締まり」コミカライズがアフタヌーンで連載開始. 《코믹 나탈리》 (일본어). 나타샤. 20222-10-25. 2022년 11월 9일에 확인함.